# Le Center
Le Center – miasto w Stanach Zjednoczonych, w stanie Minnesota, w hrabstwie Le Sueur.